# Fernande Albany
Fernande Albany   (Lison, 22 de desembre de 1889 - 16è districte de París, 25 de novembre de 1966) nom artístic de Fernande Françoise Raoult és una actriu de teatre i cinema francesa.

## Biografia
Filla d'un criat i d'una costurera, Fernande Raoult es va traslladar a París on, sota el nom de Fernande Albany, va fer una carrera de teatre i cinema, en particular en curtmetratges dirigits per Georges Méliès.
Va morir als 76 anys a la seva casa parisenca de la rue Mirabeau el dia de Nadal de 1966, fou enterrada a la 94a divisió del cementiri del Père-Lachaise el 29 de desembre següent.
Fernande Albany havia estat casada amb els actors André Roanne l'octubre de 1917 i Charles Dechamps el novembre de 1925.

## Filmografia
Pel·lícules mudes
- 1904 : Le Voyage à travers l'impossible de Georges Méliès: Madame Latrouille
- 1905 : Le Raid Paris-Monte Carlo en deux heures de Georges Méliès
- 1907 : Le Tunnel sous la Manche ou le Cauchemar franco-anglais de Georges Méliès
- 1907 : Pauvre John ou les Aventures d'un buveur de whisky de Georges Méliès
- 1907 : Le Mariage de Victorine de Georges Méliès: Victorine
- 1908 : Le Nouveau Seigneur du village de Georges Méliès: la mère
- 1908 : Photographie électrique à distance de Georges Méliès: la cliente
- 1908 : Les Patineurs de Georges Méliès: une patineuse
- 1908 : Épreuves ou les malheurs d'un savetier de Georges Méliès
- 1912 : À la conquête du pôle de Georges Méliès
- 1920 : Les Femmes collantes de Georges Monca

Pel·lícules sonores
- 1931: Flagrant délit de Georges Tréville i Hanns Schwarz: Hortense
- 1934: N'épouse pas ta fille de Willy Rozier
- 1936 : Le Mort en fuite d'André Berthomieu: Olga Stéfany
- 1961 : Le Nain, teléfilm de Pierre Badel: Mary
- 1965 : Le Naïf amoureux, télefilm de Philippe Ducrest: Madame Rades
- 1967 : Par mesure de silence, telefilm de Philippe Ducrest: la concierge

## Teatre
- 1920 : L'alcôve de Marianne de Félix Gandéra, Théâtre de l'Athénée
- 1926: No, No, Nanette théâtre Mogador[6]
- 1935 : Les fontaines lumineuses de Georges Berr i Louis Verneuil
- 1937 : Crépuscule du théâtre de Henri-René Lenormand, Théâtre du Vieux-Colombier, dirigida per: René Rocher